# E・H・カー
エドワード・ハレット・カー（Edward Hallett Carr、1892年6月28日 - 1982年11月4日）は、イギリスの歴史家、国際政治学者、外交官、文筆家。

## 経歴
1892年、ロンドン生まれ。ケンブリッジ大学を卒業後、1916年から1936年までイギリス外務省に勤務。ウェールズ大学アベリストウィス校（現在、英国立アベリストウィス大学）の国際政治学の正教授に就任。
第二次世界大戦中はイギリス情報省（Ministry of Information）をへて『タイムズ』紙の編集委員として活動。戦後の冷戦期には、その親ソ的な発言が批判された。対照的なアイザイア・バーリンおよびアイザック・ドイチャーの友人であるが、英米の自由放任主義、ネオリベラリズムを批判し、現代社会秩序の成り立ちを合理的にとらえようと考え続け、ケンブリッジ大学トリニティ・カレッジのフェローとして、ソヴィエト=ロシアおよび20世紀国際政治の研究をライフワークとした。その成果として『ソヴィエト=ロシアの歴史』計14冊（Macmillan, 1950-78）、およびそれをあらためて一般読者むけに書き下ろした『ロシア革命－レーニンからスターリンへ』（Macmillan、1979）がある。
- 『危機の二十年』

1939年に刊行した『危機の二十年』は、法律的・道義的アプローチが支配的であった国際関係論において権力政治（パワーポリティックス）の重要性を強調した現実主義（リアリズム）の本として知られる。しかし同時に、反リアリズム＝ユートピア的主張もまた同書に存在しており、そこに本書の価値があると指摘する研究者もいる。 一方で、同書の圧倒的な影響力は、国際関係論におけるカー、即『危機の二十年』といったステレオタイプ図式を生み出した。カーは戦間期から、大戦中、50年代にかけて旺盛に執筆した国際関係に関する講演・論文・新聞記事・レビュー・図書には、あまり関心が持たれてこなかった。
- 『歴史とは何か』

『歴史とは何か』の第一講で述べられた「歴史とは、歴史家とその事実のあいだの相互作用の絶えまないプロセスであり、現在と過去のあいだの終わりのない対話なのです("an unending dialogue between the present and the past.")」というフレーズは、日本でも世界でもしばしば引用され再論されている。言語論的転回後のポストモダン期にも、R. J. エヴァンズ『歴史学の擁護』（1999）を受けて、あらためて議論されている。
カーは同書において、「プロレタリア革命は階級なき社会という究極の目的を実現する」というマルクスの予言について、歴史の終わりという想定は、神学者のような終末論的な響きがあり、歴史の外にゴールを想定する錯誤へ立ち戻るものであると批判する。カーは、マルクスは、世界の見方を根本的に変えたダーウィンとフロイトのような偉大な思想家であるが、だからといって、彼らの言葉が一字一句まで福音（絶対の真理）のように受け止められねばならないということではないし、その後発見や思想が彼らによってすでに予見されていたということでもないという。カーは、1935年頃からソ連のスターリン体制の恐怖政治について明らかになると、自分が熱狂的な新ソ派だった分、幻滅と嫌悪は強烈となり、ソ連に対してきわめて敵対的になり、イギリス共産党にもまったく期待できなくなったと語っている。
カーは、「わたしのユートピアは、「社会主義的」と呼ぶべきもので、この限りでわたしはマルクス主義的である。しかし、マルクスは社会主義の内容を若干のユートピア的フレーズ以外では明確にしていない。わたしとて、それはできない。しかしながら、その内実がどんなものであろうと、西洋のプロレタリアートは西洋のブルジョワ資本主義の末裔であり、次の段階の世界革命の担い手とみなすことはできない。そう考える点で、私は一個のマルクス主義者ではない」と語っている。

## 著書
- Dostoevsky (1821-1881): A New Biography (G. Allen & Unwin, 1931).

中橋一夫・松村達雄訳『ドストエフスキー』（社会思想研究会出版部, 1952年 / 改訳版 筑摩叢書, 1968年、復刊1985年）
- The Romantic Exiles: A Nineteenth century Portrait Gallery (Beacon Press, 1933).

酒井唯夫訳『浪漫的亡命者たち』（筑摩書房, 1953年 / 筑摩叢書, 1970年、復刊1985年）
- Karl Marx: A Study in Fanaticism,(Dent, 1934)

石上良平訳『カール・マルクス』（未來社, 1956年、改版1982年、新装版1998年）
- Michael Bakunin (Macmillan, 1937).

大沢正道訳『バクーニン』上・下（現代思潮社, 1965年／現代思潮新社, 2013年）
- International Relations since the Peace Treaties (Macmillan, 1937).
- The Twenty Years' Crisis, 1919-1939: An Introduction to the Study of International Relations (Macmillan, 1939, 2nd ed., 1946).

井上茂訳『危機の二十年――國際關係研究序説』（岩波書店 岩波現代叢書, 1952年）
新版『危機の二十年 1919-1939』（岩波書店, 1992年／岩波文庫, 1996年）
原彬久訳『危機の二十年――理想と現実』（岩波文庫, 2011年）
- Britain: A Study of Foreign Policy from the Versailles Treaty to the Outbreak of War (Longmans, 1939).

原田禎正訳『イギリス最近の外交政策』（生活社, 1941年）
- Conditions of Peace (Macmillan, 1942).

田中幸利訳『平和の條件』（研進社, 1946年）原著第一部の抜粋訳
高橋甫訳『平和の条件――安全保障問題の理論と実際』（建民社, 1954年）
中村研一訳『平和の条件』（岩波文庫, 2025年）新訳版
- Nationalism and After (Macmillan, 1945).

大窪愿二訳『ナショナリズムの発展』（みすず書房, 1952年、改版1972年、新版2006年）
- The Soviet Impact on the Western World (Macmillan, 1946).

喜多村浩訳『西歐を衝くソ連』（社会思想研究会出版部, 1950年）
- International Relations between the Two World Wars: 1919-1939 (Macmillan, 1947).

衛藤瀋吉・斉藤孝訳『両大戦間における国際関係史』（弘文堂, 1959年／清水弘文堂, 1968年）
- Studies in Revolution (Macmillan, 1950).

音田正巳訳『革命の研究』（社会思想研究会出版部, 1952年）
- A History of Soviet Russia: The Bolshevik Revolution, 1917-1923, 3 vols. (Macmillan, 1950).

原田三郎・宇高基輔訳『ボリシェヴィキ革命――ソヴェト・ロシア史 1917-1923』（全3巻：みすず書房, 1967年）
- German-Soviet Relations between the Two World Wars: 1919-1939 (The Johns Hopkins Press, 1951).

富永幸生訳『独ソ関係史――世界革命とファシズム』（サイマル出版会, 1972年）
- The New Society (Macmillan, 1951).

清水幾太郎訳『新しい社会』（岩波新書, 1953年、改版1963年、復刊1996年ほか）
- A History of Soviet Russia: The Interregnum, 1923-1924 (Macmillan, 1954).
- A History of Soviet Russia: Socialism in One Country, 1924-1926, 3 vols., 4 pt. (Macmillan, 1958).

南塚信吾訳『一国社会主義――ソヴェト・ロシア史 1924-1926』（全2巻：みすず書房, 1974年、新装版1999年）
- What is History? (Macmillan, 1961).

清水幾太郎訳『歴史とは何か』（岩波新書, 1962年、改版2014年）
近藤和彦訳『歴史とは何か 新版』（岩波書店, 2022年）
第2版のための草稿、自叙伝、補註、略年譜を所収。
- A History of Soviet Russia: Foundations of a Planned Economy: 1926-1929, 3 vols., 3 pt. (Macmillan, 1969).
- 1917: Before and After (Macmillan, 1969).

南塚信吾訳『ロシア革命の考察』（みすず書房, 1969年、新装版1990年 / 同〈始まりの本〉, 2013年）
- The Russian Revolution: from Lenin to Stalin (1917-1929) (Macmillan, 1979).

塩川伸明訳『ロシア革命――レーニンからスターリンへ　1917-1929年』（岩波書店［岩波現代選書］, 1979年／岩波現代文庫, 2000年）
- From Napoleon to Stalin and Other Essays (Macmillan, 1980).

鈴木博信訳『ナポレオンからスターリンへ――現代史エッセイ集』（岩波書店［岩波現代選書］, 1984年）
- The Twilight of Comintern 1930-1935 (Macmillan, 1982).

内田健二訳『コミンテルンの黄昏――1930-1935年』（岩波書店, 1986年）
- The Comintern and the Spanish Civil War (Macmillan, 1984).

富田武訳『コミンテルンとスペイン内戦』（岩波書店, 1985年、新装版2010年）

## 伝記・研究
- ジョナサン・ハスラム『誠実という悪徳――E・H・カー 1892-1982』角田史幸・川口良・中島理暁訳、現代思潮新社、2007年。
- 西村邦行『国際政治学の誕生――E・H・カーと近代の隘路』昭和堂、2012年。

- 山中仁美『戦間期国際政治とE・H・カー』岩波書店、2017年11月。
- 山中仁美『戦争と戦争のはざまで――E・H・カーと世界大戦』佐々木雄太監訳、ナカニシヤ出版、2017年11月。英文・学位論文の訳書

- 佐藤史郎・三牧聖子・清水耕介共編『E・H・カーを読む』ナカニシヤ出版、2022年6月。
- 近藤和彦「『歴史とは何か』の人びと」、『図書』岩波書店、2022年9月号－2023年12月号。
- 「【小特集】E・H・カーと『歴史とは何か』」『思想』第1191号、岩波書店、2023年7月号[9]